# Madeleine Lamouille
Madeleine Lamouille (* 2. November 1907 in Cheyres als Madeleine Pillonel; † 5. April 1993 in Meyrin; heimatberechtigt in Cheyres und 1937 auch in Genf) war ein Schweizer Zimmermädchen. Ihre Erinnerungen Wir werden Sie Marie nennen wurden mehrmals neu aufgelegt.

## Leben
Madeleine Lamouille war die Tochter des Gärtners und Baumschulisten Léon Pillonel und der aus Frankreich stammenden Louise geborene Guidet. Sie heiratete 1937 den Schlosser und aktiven Gewerkschafter André Lamouille.
Nach dem Besuch der Grundschule arbeitete Madeleine Pillonel von 1922 bis 1925 in der Seidenspinnerei «Les Tauxelles» in Troyes. Der Fabrikbesitzer hatte für die Unterbringung der jungen Arbeiterinnen ein katholisches Pensionat errichtet, das eine Freiburgerin leitete. Pillonel erhielt dort eine gutbürgerliche Erziehung. Die strengen Regeln der Anstalt waren noch von den Oblaten Louis Brisson und Leonie Aviat geprägt.
Madeleine Pillonel kehrte 1926 in die Schweiz zurück und trat als Zimmermädchen in die Dienste der Familie Barbey in Valeyres-sous-Rances. Fünf Jahre später wechselte sie zur Familie Weibel in Genf und arbeitete dort als «Mädchen für alles» bis Anfang der 1940er Jahre. Dem Schriftsteller und Historiker Luc Weibel (* 1943), Enkel ihrer «Herrschaft», erzählte sie in den 1970er Jahren ihre Erinnerungen. Nach langen Gesprächen gab er diese 1978 als Buch heraus.
Madeleine Lamouille starb im Alter von 85 Jahren.

## Biografie
- Luc Weibel (Hrsg.): Pipes de terre et pipes de porcelaine. Souvenirs d’une femme de chambre en Suisse romande, 1920–1940. Éditions Zoé, Chêne-Bourg 1978, 1997, ISBN 2-88182-285-1.
  - übersetzt von Klara Obermüller: Wir werden Sie Marie nennen. Erinnerungen eines Zimmermädchens. Benziger, Zürich/Köln 1980, ISBN 3-545-36328-7.

## Belege
1. ↑  Pierre Jeanneret: Le lecteur distrait ou le parcours érudit de Luc Weibel. In: infomeduse.ch. 16. September 2020, abgerufen am 2. März 2022 (französisch).

| Personendaten    | Personendaten                                                                         |
| ---------------- | ------------------------------------------------------------------------------------- |
| NAME             | Lamouille, Madeleine                                                                  |
| ALTERNATIVNAMEN  | Pillonel, Madeleine (Geburtsname); Lamouille-Pillonel, Madeleine (vollständiger Name) |
| KURZBESCHREIBUNG | Schweizer Zimmermädchen                                                               |
| GEBURTSDATUM     | 2. November 1907                                                                      |
| GEBURTSORT       | Cheyres, Schweiz                                                                      |
| STERBEDATUM      | 5. April 1993                                                                         |
| STERBEORT        | Meyrin, Schweiz                                                                       |